# Осокоровка (Днепропетровская область)
Осокоровка (укр. Осокорівка) — село,
Варваровский сельский совет,
Синельниковский район,
Днепропетровская область,
Украина.
Код КОАТУУ — 1224880514. Население по переписи 2001 года составляло 79 человек.

## Географическое положение
Село Осокоровка находится на правом берегу ручья Осокоровка в месте его впадения в реку Плоская Осокоровка,
выше по течению на расстоянии в 2 км расположено село Першозвановка,
ниже по течению на расстоянии в 1 км расположено село Андреевка,
на противоположном берегу — село Придолиновка (Вольнянский район).
Рядом проходит автомобильная дорога М-18 (E 105).